# 朱建廉
朱建廉（1955年—），南京市金陵中学物理教师，南京市第十一、十二、十三届政协委员，鼓楼区第一届人大常委，中国教育学会物理教学专业委员会理事，江苏省物理学会理事，华叶跨域大数据与教育应用研究院院长。在民盟内任南京市委常委、鼓楼区一总支主委、江苏省委教育工作委员会副主任。拥有江苏省教授级中学高级教师、江苏省物理特级教师、江苏省333工程培养对象、南京市学科教学带头人、“南京市有突出贡献中青年专家”等荣誉称号。担任南京市政协委员期间，提出了多项议案。